# Felix and Alexander
Felix and Alexander ist ein englischsprachiges Bilderbuch des australischen Autors und Illustrators Terry Denton, das 1985 beim Verlag Oxford University Press veröffentlicht wurde.

## Inhalt
Alexander wohnt in einer großen Stadt. Da er kein Haustier haben darf, hat er einen Plüschhund namens Felix, der sein allerbester Freund ist und liebend gern über Alexanders Witze lacht. Der Junge geht nachmittags in der Umgebung spazieren. Seine Rückkehr wird zu Hause stets sehnsüchtigst von seinem Spielzeughund erwartet. Doch eines Tages kehrt Alexander nicht zur gewohnten Zeit zurück und als es schon spät geworden ist, ist Felix überzeugt, dass sich Alexander verirrt hat. Kurzentschlossen packt er seine Taschenlampe, klettert mutig über die Dachrinne in den Garten und dort durch eine Lücke im Zaun, um sich auf die Suche nach Alexander zu machen. Als er beim Zaun durchschlüpft, zieht er sich einen Riss in seinem Fell zu und auf dem Weg durch die Straßen der Stadt verliert er sukzessive Füllmaterial. Es ist bereits dunkel geworden und die Häuser wirken auf den kleinen Hund wie bedrohliche Monster. Dennoch nimmt er all seinen Mut zusammen und sucht weiter nach seinem Freund, ehe er einen Schrei von Alexander vernimmt und diesen in den Klauen eines Monsters wähnt. Als er die Taschenlampe auf das vermeintliche Ungeheuer richtet, stellt sich heraus, dass sich sein Freund lediglich zwischen zwei Pflanzen, die einen Hauseingang säumen, niedergekauert hat. Zwar haben sich die beiden Freunde wiedergefunden, doch nun wissen beide nicht, wie sie wieder nach Hause kommen. Eine Zeit lang irren sie erfolglos in den Straßen der Stadt umher, ehe sie sich erschöpft hinsetzen. Da fällt der Strahl der Taschenlampe zufällig auf einige der Kügelchen, die aus dem Riss in Felix’ Fell herausgefallen sind und eine lange Spur erzeugt haben. So gelangen die beiden schließlich zurück nach Hause. Alexander füllt das Fell seines Spielzeughundes neu auf und näht den Riss. Immer wenn Felix später über einen Witz von Alexander laut lachen muss, spürt er diese Naht und wird dadurch an ihr gemeinsames nächtliches Abenteuer erinnert.

## Rezeption
Stephanie Owen Reeder schreibt in ihrer Buchrezension: „Die Geschichte ist einfach, aber fesselnd erzählt, doch sind es vor allem Dentons eindringliche Illustrationen, die sie zum Leben erwecken. Als die Nacht hereinbricht, verwandeln sich die Häuser auf der Straße, bekommen menschliche Züge und blicken mürrisch auf das winzige Hündchen herab. Je tiefer Felix in die Stadt vordringt, desto mehr beherrschen bedrohliche Lilatöne die Bilder. […] Dentons architektonisch-detaillierte Illustrationen (die noch nicht so skurril sind wie seine späteren Werke) unterstützen die Wirkung des Buches.“ Weniger begeistert zeigt sich Heide Piehler im School Library Journal: „Wie Alex und Felix wirkt auch die Geschichte verloren und orientierungslos. Damit Fantasie funktioniert, muss es eine Art Brücke zwischen der realen und der fantastischen Welt geben, die es den Lesern ermöglicht, ihre Ungläubigkeit zu überwinden. Dieses Buch erfüllt dieses Kriterium nicht. Ohne diese Brücke bleibt die Grundvoraussetzung – ein ausgestopfter Hund, der zum Leben erwacht und seinen Besitzer rettet – unplausibel. Die Geschichte selbst wird in fantasieloser Prosa erzählt. Die sorgfältig ausgeführten, gerahmten und lavierten Illustrationen sind zumindest viel wirkungsvoller als der Text: Straßen werden bei Einbruch der Dunkelheit immer bedrohlicher, Gebäude werden zu hungrigen Monstern, die bereit sind, hilflose, verlorene Kreaturen zu verschlingen. Leider reicht das visuelle Drama allerdings nicht aus, um die mangelhafte Erzählung zu kompensieren.“

## Auszeichnungen
Felix and Alexander wurde 1986 vom Children's Book Council of Australia als ‚Bilderbuch des Jahres‘ ausgezeichnet.

## Referenzen
Felix and Alexander ist in dem literarischen Nachschlagewerk 1001 Kinder- und Jugendbücher – Lies uns, bevor Du erwachsen bist! für die Altersstufe 3+ Jahre enthalten.

## Ausgaben
- Felix and Alexander. Oxford University Press, Australien 1985 (englisch).